# Kinas damlandslag i ishockey
Kinas damlandslag i ishockey representerar Folkrepubliken Kina i ishockey på damsidan och kontrolleras av Chinese Ice Hockey Association.
I december 1989 spelade Folkrepubliken Kina sina första damlandskamper i ishockey, i Hongkong vid asiatiska mästerskapet, där man vann turneringen .
Folkrepubliken Kinas damer var rankade på 8:e plats i världen efter VM 2008 och hade sin storhetstid under 1990-talet då det inte var ovanligt för dem att sluta på fjärde eller femte plats i VM, mycket tack vare sin "kinesiska mur", målvakten Guo Hong, som nu har lagt av. Kina har 195 kvinnliga ishockeyspelare (2005) och deras tränare heter Dongh Lutian.
Den bästa placeringen som laget har fått är fjärde plats, vilket skedde i VM 1994 och 1997 och de slutade även på fjärde plats i vinter-OS 1998.

## VM-statistik
- 1990 – Deltog inte.
- 1992 – Slutade på femte plats.
- 1994 – Slutade på fjärde plats.
- 1997 – Slutade på fjärde plats.
- 1999 – Slutade på femte plats.
- 2000 – Slutade på sjätte plats.
- 2001 – Slutade på sjätte plats.
- 2004 – Slutade på sjunde plats.
- 2005 – Slutade på sjätte plats.
- 2007 – Slutade på sjätte plats.

## Kända profiler
- Jia Dandan
- Qi Xueting
- Wang Linuo